# Die Farbe Lila (1985)
Die Farbe Lila (Originaltitel: The Color Purple) ist ein US-amerikanisches Filmdrama von Steven Spielberg aus dem Jahr 1985. Der Film basiert auf dem gleichnamigen Roman der US-amerikanischen Autorin Alice Walker, der 1982 erschien und mit dem Pulitzer-Preis ausgezeichnet wurde.
Whoopi Goldberg spielt die Afroamerikanerin Celie, die von ihrem Stiefvater als Ehefrau an einen Farmer verkauft wird, wo sie weitere Unterdrückung und Demütigung erfährt. Es vergehen viele Jahre, bevor Celie es schafft, ihrem Leben eine ganz neue Richtung zu geben.

## Handlung
1909 in den Südstaaten: Die vierzehnjährige Celie ist von ihrem eigenen Vater bereits zum zweiten Mal schwanger. Wie schon ihr erstes Kind, einen Sohn namens Adam, verkauft ihr Vater das Neugeborene. Zudem muss Celie den Missbrauch geheim halten, da ihre todkranke Mutter von alldem nichts erfahren soll. Einziger Halt in dieser schweren Zeit ist Celies jüngere Schwester Nettie. Nach dem Tod der Mutter heiratet ihr Vater erneut. Bei dieser Hochzeit ist auch der Farmer Albert Johnson anwesend. Ihm ist Nettie schon einige Mal aufgefallen und schließlich verlangt er, Nettie zu heiraten. Dies lehnt Netties Vater kategorisch ab und bietet ihm an, stattdessen Celie zu heiraten. Johnson willigt ein, da er nach der Ermordung seiner Frau eine neue Mutter für seine drei Kinder braucht. Er sieht in Celie eine Arbeitskraft, die er nach Belieben schikanieren und demütigen kann.
Als der Vater sich nun auch an Nettie heranmacht, flieht sie zu Celie. Weil aber auch Johnson ein Auge auf sie geworfen hat, rechnet sie damit, bald weiterziehen zu müssen. Um dennoch mit ihrer Schwester in Verbindung bleiben zu können, bringt sie ihr Lesen bei und verspricht, Briefe zu schreiben. Es kommt, wie sie es vorausgesehen hat: Nachdem Nettie einen Vergewaltigungsversuch ihres Schwagers abgewehrt hat, jagt dieser sie vom Hof.
Einige Jahre vergehen. Johnsons Sohn Harpo will im Jahr 1916 Sofia heiraten, die bereits schwanger ist. Der Vater verweigert seine Einwilligung, und Harpo fügt sich, aber die resolute junge Frau setzt sich durch. Bald stellt Harpo fest, dass er nicht gegen seine Frau ankommt. Albert Johnson rät seinem Sohn, Sofia zu verprügeln, um sich Respekt zu verschaffen. Celie sagt ihm das Gleiche. Aber dies endet nur mit einem blauen Auge Harpos.
Johnson macht Celie derweil das Leben zur Hölle und bringt eines Tages auch noch seine kranke Geliebte ins Haus: die Bluessängerin Shug Avery. Er will sie gesund pflegen und kocht selbst für sie. Aber sie wirft seine verbrannten Spiegeleier an die Wand und isst erst, als Celie für sie kocht. Die beiden Frauen freunden sich an. Shug reißt Celie aus ihrer Lethargie und weckt allmählich ihr Selbstbewusstsein. Celie lernt von ihr, dass man sich wehren kann.
Im Sommer 1922 eröffnet Harpo eine Jazzkneipe, in der Shug Avery auftritt. Ihr Vater ist der Reverend, der in der Kirche gegen das Jazzlokal, das neue „Babylon“ in der Nachbarschaft, predigt. Er hält seine Tochter für verkommen und behandelt sie wie Luft. Als Shug Avery mit einer Band nach Chicago gehen will, packt auch Celie die Koffer, aber in Anwesenheit ihres Mannes wagt sie es nicht, in Shugs Auto zu steigen. Shug fährt ohne sie ab; maßlos enttäuscht und verzweifelt über ihr eigenes Unvermögen bricht Celie auf der Straße zusammen.
Millie, die Frau des Bürgermeisters, begegnet Sofia und ihren Kindern auf der Straße, küsst begeistert die Kleinen und fragt Sofia, ob sie als Hausmädchen für sie arbeiten wolle. Es kommt jedoch zu einer Auseinandersetzung, in deren Verlauf Sofia den Bürgermeister niederschlägt. Sie wird daraufhin für acht Jahre eingesperrt.
Herbst 1930: Nach ihrer Haftentlassung bleibt der gebrochenen und vorzeitig gealterten Sofia nichts anderes übrig, als Millies Hausmädchen zu werden. Mit ihrer Hilfe erlernt die ungeschickte Frau des Bürgermeisters das Autofahren und bringt Sofia zu Weihnachten zu Besuch zu ihren Kindern. Ihre Kinder erkennen die in den 8 Jahren Haft stark gealterte Sofia aber kaum wieder. Als die Frau des Bürgermeisters mit dem Auto nicht vom Fleck kommt, besteht sie darauf, dass Sofia sie begleitet.
Shug Avery kommt 1936 überraschend mit ihrem neuen Ehemann Grady aus Chicago zurück und besucht Albert und Celie Johnson. Während die beiden Herren sich überraschend gut verstehen und sich mit reichlich Alkohol amüsieren, sieht Shug den Postboten kommen, woraufhin sie behauptet, sie erwarte einen Brief. Als sie dann in Johnsons Briefkasten schaut, entdeckt sie, dass der Brief an Celie adressiert ist. Er kommt von Nettie, die inzwischen in Afrika lebt und ihrer Schwester berichtet, dass Celies Kinder Adam und Olivia von einem Missionar und seiner Ehefrau adoptiert wurden und gemeinsam aufwachsen. Celie ahnt nichts davon, denn alle zuvor geschriebenen Briefe Netties  wurden von Johnson abgefangen: Die Frauen durchsuchen das Haus und finden unter einem losen Fußbodenbrett ein von Johnson angelegtes Versteck mit Dutzenden Briefen von Nettie. Celie kommt daraufhin in Versuchung, Johnson zu ermorden. Shug hält sie davon ab.
Bei einem Familienessen kündigt Shug an, dass Celie mit ihr nach Memphis fahren wird. Celie rechnet vor allen Anwesenden mit ihrem Schwiegervater und Johnson ab, der sie seinerseits heruntermacht. Sofia findet dabei ihr Lachen wieder und verteidigt Celie. Diese verlässt ihren Mann und seine Kinder und begleitet Shug und deren Mann nach Memphis.
Herbst 1937: Johnsons Felder sind ein Jahr nach Celies Weggang vernachlässigt, im völlig verdreckten Bauernhaus laufen die Hühner und Ziegen frei herum. Eines Tages trifft ein Brief von der Immigranten- und Einbürgerungsbehörde ein, adressiert an Celie. Albert Johnson nimmt ihn an sich, nimmt Geld aus einem Versteck und geht damit zu einer Behörde.
Nach dem Tod ihres tatsächlichen Vaters erfährt Celie, dass ihr vermeintlicher Vater, der Vater ihrer Kinder, gar nicht ihr leiblicher Vater war. Mit der Erbschaft kann sie sich ein neues Leben aufbauen.
Als die Gemeinde in der Kirche ein Spiritual anstimmt, fällt Shug im nahen Jazzlokal mit ein und wandert mit ihren Fans hinüber zur Kirche, wo sie sich mit ihrem Vater versöhnt.
Nettie kommt mit Olivia und Adam aus Afrika zu Besuch, und Celie kann zum ersten Mal ihre Kinder, die sie Mama nennen, in ihre Arme schließen. In einiger Entfernung sieht Shug Johnson mit seinem Pferd vorbeigehen, der dem Ganzen ergriffen zusieht. Er hat allem Anschein nach die Einreise Netties und der Kinder Celies ermöglicht.

## Synchronisation
| Rolle         | Darsteller         | Sprecher         |
| ------------- | ------------------ | ---------------- |
| Celie         | Whoopi Goldberg    | Regina Lemnitz   |
| Albert        | Danny Glover       | Uwe Friedrichsen |
| Shug Avery    | Margaret Avery     | Karin Buchholz   |
| Sofia         | Oprah Winfrey      | Dagmar Biener    |
| Swain         | Laurence Fishburne | Benjamin Völz    |
| Alberts Vater | Adolph Caesar      | Gottfried Kramer |

## Kritik
Das Lexikon des internationalen Films hält die stark schematische Charakterzeichnung der Schwarzen Männer für eher klischeehaft und fragwürdig, hebt aber auch hervor, es handele sich bei dem Film um ein „gefühlsbetontes, handwerklich hochklassiges Kinomelodram, das die Probleme der Rassen- und Frauendiskriminierung vorwiegend auf der emotionalen Ebene abhandelt. Schauspielerisch bemerkenswert […]“

## Hintergrund
Die in Tagebuchform geschriebene Romanvorlage schildert das Leben einer unterdrückt aufwachsenden Afroamerikanerin namens Celie, der es schließlich mit Hilfe der Jazzsängerin Shug gelingt, sich von ihrem gewalttätigen Ehegatten zu emanzipieren. Die Themen der Vorlage, zu denen lesbische Liebe, Inzest und patriarchale Gewalt gehören, brachte Spielberg erstmals auch einem Mainstream-Publikum nahe. Der Film war kommerziell durchaus erfolgreich, sorgte jedoch für heftige Kontroversen. Vor allem männliche Schwarze warfen Spielberg Rassismus vor, obwohl die Vorlage der Feministin Walker weitaus kompromissloser und direkter als der Film war.
Andere warfen Spielberg vor, der in den Südstaaten der 20er Jahre spielende Film lasse die Schwarzen zu wohlhabend aussehen. Dabei hatte Alice Walker persönlich die historisch korrekte Umsetzung des Films überwacht. Man kritisierte ebenfalls Spielbergs Ansatz, das Liebesverhältnis zwischen Shug und Celie gegenüber der Vorlage herunterzuspielen.

## Auszeichnungen
Der Film erhielt bei den Oscars 1986 elf Nominierungen, ging aber in allen Kategorien leer aus. In folgenden Kategorien war er nominiert:
Bester Film,
Beste Hauptdarstellerin (Whoopi Goldberg),
Beste Nebendarstellerin (Margaret Avery und Oprah Winfrey),
Bestes adaptiertes Drehbuch (Menno Meyjes),
Beste Kamera (Allen Daviau),
Beste Filmmusik (Quincy Jones, Jeremy Lubbock, Rod Temperton, Caiphus Semenya, Andraé Crouch, Chris Boardman, Jorge Calandrelli, Joel Rosenbaum, Fred Steiner, Jack Hayes, Jerry Hey und Randy Kerber),
Bester Song (Quincy Jones, Rod Temperton und Lionel Richie für den Song Miss Celie’s Blues),
Bestes Szenenbild (J. Michael Riva, Bo Welch und Linda DeScenna),
Bestes Kostümdesign (Aggie Guerard Rodgers) sowie
Bestes Make-up (Ken Chase).
Die Deutsche Film- und Medienbewertung FBW in Wiesbaden verlieh dem Film das Prädikat wertvoll.